# Štadión Tatran
Štadión Tatran – stadion piłkarski w Preszowie, na Słowacji. Został otwarty w 1899 roku, co czyni go najstarszym stadionem w kraju. Obiekt może pomieścić 5410 widzów. Swoje spotkania rozgrywają na nim piłkarze klubu Tatran Preszów. Na arenie jeden raz zagrała również reprezentacja Słowacji, 14 maja 2002 roku towarzysko z Uzbekistanem (4:1). Ponadto na obiekcie odbył się finał Pucharu Czechosłowacji w sezonie 1989/90 (Dukla Praga – Inter Bratysława 1:1, k. 5:4).